# HMS Liverpool (C11)
HMS Liverpool (C11), tên được đặt theo thành phố cảng Liverpool phía Tây Bắc nước Anh, là một tàu tuần dương hạng nhẹ thuộc lớp Town của Hải quân Hoàng gia Anh Quốc đã phục vụ từ năm 1938 đến năm 1952.
Trong Chiến tranh Thế giới thứ hai, Liverpool đã hoạt động tại nhiều mặt trận khác nhau suốt từ Đông Ấn và Trung Hoa cũng như tại Địa Trung Hải và cùng với Ham đội Nhà. Trong khi hoạt động tại Viễn Đông vào tháng 1 năm 1940, chiếc tàu tuần dương là nguyên cớ của một vụ khủng hoảng ngoại giao với Nhật Bản khi nó ngăn chặn chiếc tàu biển chở hành khách Asama Maru ngoài khơi bờ biển Nhật Bản. Liverpool đã tham gia các trận chiến Espero và Calabria, hộ tống các Đoàn tàu vận tải Bắc Cực cũng như tham gia Chiến dịch Harpoon tăng viện cho đảo Malta. Liverpool được tặng thưởng bốn phần thưởng vinh dự chiến đấu, cũng như hai lần bị hư hại nặng bởi các cuộc tấn công của máy bay ném bom-ngư lôi Ý. Việc bị hư hại nặng trong một vụ không kích vào ngày 14 tháng 6 năm 1942, trong khuôn khổ Chiến dịch Harpoon, trở thành hoạt động tác chiến cuối cùng của nó trong chiến tranh, vì trong suốt thời gian còn lại của cuộc xung đột, Liverpool trải qua đợt sửa chữa và tái trang bị kéo dài tại Rosyth, Scotland.
Liverpool được phân về Hạm đội Địa Trung Hải khi quay trở lại phục vụ vào năm 1945. Vào đầu những năm 1950, chiếc tàu tuần dương thả neo tại Port Said hỗ trợ cho chính quyền Anh tại Khu vực kênh đào Suez đối phó các cuộc bãi công và phá hoại của du kích Ai Cập. Nó ngừng hoạt động vào năm 1952 vào một giai đoạn mà Hải quân Hoàng gia nhanh chóng bị thu hẹp, và bị tháo dỡ vào năm 1958 tại Rosyth.

## Thiết kế và chế tạo
Được chế tạo để đối phó với các lớp tàu tuần dương hạng nhẹ Brooklyn Hoa Kỳ và Mogami Nhật Bản, lớp Town bao gồm ba biến thể với tổng cộng mười chiếc. Những con tàu này được dự định để hoạt động cùng hạm đội hơn là bảo vệ các tuyến đường thương mại hàng hải, một vai trò mà các chiếc tiền nhiệm nhắm đến khi thiết kế. Lớp tàu này có sự cải tiến đáng kể về vũ khí và vỏ giáp, vốn cung cấp sự bảo vệ thỏa đáng chống lại đạn pháo 8 inch (200 mm). Vũ khí chính của chúng bao gồm 12 khẩu pháo 6 inch (150 mm) trên các bệ ba nòng, so với tám và sáu khẩu trang bị cho các lớp Leander và Arethusa trước đó, vẫn tuân thủ theo các quy định của Hiệp ước Hải quân London. Liverpool trở thành một ba chiếc tàu tuần dương thuộc lớp Town, cùng với Gloucester và Manchester, được đặt hàng theo một thiết kế được cải biến đôi chút, và được gọi là lớp phụ Gloucester, Liverpool, hay Kiểu II. Nhóm này vẫn giữ lại một cấu hình gần như tương tự, khác biệt chỉ với mạn tàu được mở rộng lên 62,4 foot (19,0 m) so với 61,8 foot (18,8 m) của lớp phụ Southampton, cầu tàu được thết kế lại, và cải tiến thiết bị điều khiển hỏa lực. Khi được đặt hàng vào giữa những năm 1930, những tàu tuần dương ban đầu thuộc lớp Town Newcastle và Southampton được dự định mang tên Minotaur và Polyphemus khi đưa vào hoạt động.
Được đặt hàng trong dự thảo ngân sách năm 1935, Liverpool được đặt lườn tại Govan vào ngày 17 tháng 2 năm 1936 và được hạ thủy vào ngày 24 tháng 3 năm 1937 bởi Priscilla Norman, phu nhân Thống đốc Ngân hàng Anh Quốc Montagu Norman. Liverpool trở thành chiếc tàu tuần dương đầu tiên được hạ thủy tại xưởng tàu Fairfield kể từ lúc hạ thủy chiếc Norfolk thuộc lớp County vào năm 1928. sau khi đưa ra hoạt động cùng hải quân vào ngày 2 tháng 11 năm 1938 dưới quyền chỉ huy của Đại tá Hải quân A.D. Read, Liverpool được điều động về East Indies Station. Trước đợt bố trí, chiếc tàu tuần dương viếng thăm thành phố cảng mà nó mang tên vào tháng 1 năm 1939. Văn phòng Phụ nữ Phục vụ Liverpool đã tặng cho chiếc tàu tuần dương các lá cờ hiệu, trong khi Hội đồng thành phố cũng trao tặng "ba cặp chân đèn, một cốc bạc và hai kèn đồng". Thủy thủ đoàn của Liverpool cũng nhận được chiếc chuông bạc và tấm biển tên vốn là di sản của con tàu tiền nhiệm.

## Lịch sử hoạt động

### 1939–1940
Trước đi được bố trí đến East Indies Station, Liverpool được chuẩn bị trong hai tháng tại Địa Trung Hải, nơi mà các khiếm khuyết của động cơ được hiệu chỉnh. Vào lúc Chiến tranh Thế giới thứ hai bắt đầu, Liverpool nằm trong thành phần Hải đội Tuần dương 4, và nó được tách ra vào tháng 11 năm 1939 để chuyển sang Hải đội Tuần dương 5 trực thuộc China Station. Trong khi phục vụ tại đây, chiếc tàu tuần dương đã liên can đến một vụ khủng hoảng ngoại giao, khi nó ngăn chặn chiếc tàu biển chở hành khách Nhật Bản Asama Maru vào ngày 21 tháng 1 năm 1940. Được báo động bởi tin tức rằng thủy thủ Đức tại Hoa Kỳ đã thu xếp để được chuyển về Đức, Chính phủ Anh cho phép Tổng tư lệnh China Station điều động một tàu chiến chặn đường chiếc Asama Maru và bắt giữ những hành khách bị nghi ngờ, miễn là việc này không xảy ra gần bờ biển Nhật Bản. Asama Maru đã bị chậm trong lịch hành trình và đã thay đổi lộ trình so với dự kiến, chọn một con đường gần hơn với bờ biển Nhật Bản. Chỉ cách 35 dặm (56 km) về phía Đông Niijima, ngoài khơi Honshū, Liverpool tìm ra chiếc tàu khách, bắn một phát súng cảnh cáo ngang trước mũi chiếc Asama Maru buộc nó dừng lại, rồi gửi một đội 12 người sang lục soát con tàu. Họ đã bắt giữ 21 người trong số hành khách của chiếc tàu biển, bị người Anh cho là những thủy thủ còn sống sót của chiếc tàu biển chở hành khách Đức Columbus đã bị đánh đắm.

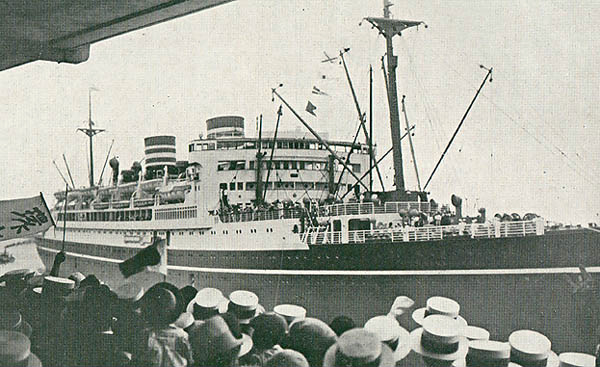
Tàu biển chở hành khách Nhật Bản Asama Maru, khoảng năm 1931

Bốn ngày sau khi xảy ra sự kiện trên, hãng tàu biển Nippon Yusen Kaisha (NYK Line) sa thải Thuyền trưởng Watanabe dưới lý do che đậy là cho nghỉ hưu, buộc tội ông đã "cư xử kém". Chính phủ Nhật Bản chỉ trích hành động này như sự lạm quyền của một nước tham chiến và chính thức phản đối, làm căng thẳng thêm mối quan hệ giữa hai nước. Chính phủ Anh và Nhật Bản tìm cách làm lắng dịu cuộc tranh chấp thông qua thương lượng, và vào ngày 5 tháng 2 năm 1940, hai nước chấp thuận một đề xuất dẫn đến việc trả tự do chín người Đức, đổi lấy việc Nhật Bản đảm bảo sẽ từ chối cho công dân Đức trong độ tuổi phục vụ quân đội lên tàu của họ. Dù sao hành động trên cũng có hiệu quả, khi người lớn tuổi nhất trong số những người Đức được trao trả, Thuyền trưởng Groth, phát biểu trong chuyến đi đến Nhật Bản bên trên chiếc HMS Kanimbla rằng chiến dịch này "là một sự phối hợp hoàn hảo, một hoạt động đã răn đe được số thủy thủ Đức đang còn ở lại Hoa Kỳ, khoảng 1.000 người, trong việc tìm cách thoát đi".
Vào tháng 4 năm 1940, Liverpool trở thành soái hạm của Lực lượng Hồng Hải dưới quyền chỉ huy của Chuẩn Đô đốc Arthur Murray, vốn được hình thành cùng với tàu tuần dương Australia HMAS Hobart. Lực lượng này được dự định nắm quyền chủ động chiến lược trong khu vực qua việc thực hiện một loạt các hoạt động, như là tuần tra và tiến hành phong tỏa trong trường hợp có chiến tranh với Ý. Trong khi hoạt động tại khu vực này, Liverpool đã hộ tống một đoàn tàu chuyên chở các đơn vị Australia đến Suez. Khi được lệnh chuyển sang Địa Trung Hải vào tháng 6, Liverpool bàn giao lại vai trò soái hạm và chuyển Đô đốc Murray sang tàu tuần dương New Zealand Leander tại Port Sudan. Để hoán đổi, Leander đã cho chuyển ba sĩ quan và bảy thủy thủ sang Liverpool.

### 1940–1941
Liverpool tham gia vào thành phần Hải đội tuần dương 7, là một trong số chín tàu tuần dương mà Hạm đội Địa Trung Hải có thể đưa ra hoạt động không lâu sau khi Phát xít Ý tham chiến. Lần đầu tiên nó đối đầu với các tàu chiến Ý ngoài khơi bờ biển Libya vào ngày 12 tháng 6 năm 1940 trong khi đang bắn phá các vị trí gần Tobruk cùng với Gloucester và bốn tàu khu trục. Các tàu tuần dương đã tấn công năm tàu đối phương, bao gồm chiếc tàu tuần dương bọc thép đã lạc hậu San Giorgio, và đã đánh chìm chiếc tàu quét mìn Giovanni Berta. Vào ngày 28 tháng 6, một máy bay tuần tra Short Sunderland của Anh phát hiện ba tàu khu trục Ý ở về phía Tây Zante. Hải đội Tuần dương 7 khi đó đang ở ngoài biển hộ tống cho đoàn tàu vận tải MA.3 và được lệnh đổi hướng để đối đầu các tàu khu trục đối phương. Liverpool phát hiện ra chúng ở cách 60 dặm (97 km) về phía Tây Nam mũi Matapan lúc 18 giờ 30 phút và khai hỏa ba phút sau đó. Hoạt động tác chiến tiếp theo Trận chiến đoàn tàu vận tải Espero, được tiến hành ở khoảng cách ít nhất 14.000 thước Anh (8,0 mi), đưa đến việc tiêu diệt tàu khu trục Ý Espero. Hai tàu khu trục còn lại đến được Benghazi với số hàng tiếp liệu của chúng. Hải đội nhanh chóng sử dụng hết số đạn dược mang theo, và khi trận chiến kết thúc, Liverpool có hầm đạn hầu như trống rỗng, mỗi khẩu pháo chỉ còn lại 40 quả đạn. Bộ Hải quân Anh phê phán việc tiêu tốn khoảng 5.000 quả đạn pháo 6 inch (150 mm), trong đó Đô đốc Andrew Cunningham, Tổng tư lệnh Hạm đội Địa Trung Hải, bị quy lỗi do sự thiếu kinh nghiệm của hải đội và giữ khăng khăng ý định đối đầu tàu chiến Ý trước khi trời tối. Dù sao, việc sử dụng một số lượng lớn đạn pháo khiến phải hủy bỏ chiến dịch MA.3, bao gồm hai đoàn tàu vận tải đến đảo Malta đang bị bao vây.
Hạm đội Địa Trung Hải tiếp nối MA.3 với Chiến dịch MA.5 vào đầu tháng 7 năm 1940. Trong khi đang bố trí lực lượng, Đô đốc Cunningham nhận được báo cáo về một đội hình lớn các tàu chiến Ý, và đã ra lệnh cho chuyển hướng về phía Taranto để đánh chặn. Vào ngày 9 tháng 7, hai hạm đội chạm trán với nhau ngoài khơi Calabria trong trận Calabria, cuộc đối đầu lớn đầu tiên giữa hải quân Đồng Minh và hải quân Ý tại mặt trận Địa Trung Hải. Liverpool và Neptune nổ súng lúc 15 giờ 22 phút, tám phút sau khi các tàu tuần dương Ý dựng lên hàng rào hỏa lực ở khoảng cách 23.600 thước Anh (13,4 mi). Sau một cuộc đấu pháo liên tục, thiết giáp hạm Warspite bắn trúng thiết giáp hạm Ý Giulio Cesare lúc 16 giờ 00 phút, khiến hạm đội Ý phải rút lui khỏi trận chiến. Máy bay Ý đã ném bom vào Liverpool vào ngày 12 tháng 7 trong lúc nó đang trên đường quay trở về Alexandria, Ai Cập, gây một số hư hại và làm bị thương ba người, trong đó có vị chỉ huy chiếc tàu tuần dương. Vào cuối tháng 7, Liverpool hộ tống đoàn tàu vận tải AN.2 đi từ Ai Cập đến các cảng Hy Lạp trong khu vực biển Aegean và đoàn tàu vận tải AS.2 từ biển Aegean hướng về phía Nam. Đoàn tàu thứ hai bị máy bay Ý tấn công vào ngày 29 tháng 7; Liverpool là chiếc tàu duy nhất bị đánh trúng, khi một quả bom xuyên qua hai tầng hầm tàu nhưng không phát nổ, làm một thủy thủ thiệt mạng.
Khi Hạm đội Địa Trung Hải được tái cấu trúc lại vào tháng 8 năm 1940, Liverpool được chuyển sang Hải đội Tuần dương 3 cùng với Gloucester và Kent dưới quyền chỉ huy của Chuẩn Đô đốc Edward de Faye Renouf. Vào ngày 28 tháng 9, trong Chiến dịch MB.5, Liverpool và Gloucester hướng đến Malta vận chuyển lực lượng tăng cường, phi công và hàng tiếp liệu cho Không quân Hoàng gia Anh. Chúng được bảo vệ bởi một lực lượng bao gồm các thiết giáp hạm Valiant và Warspite, tàu sân bay Illustrious, các tàu tuần dương Orion, Sydney và York cùng 11 tàu khu trục, nhưng phải chịu đựng các cuộc không kích liên tục. Cả hai tàu tuần dương sau đó tách ra khỏi lực lượng chính và đến được hòn đảo đang bị bao vây vào ngày 30 tháng 9.

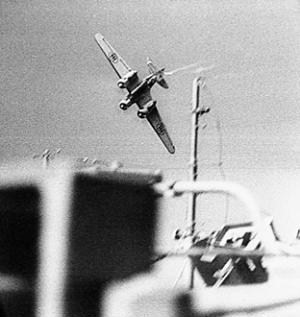
Một máy bay Savoia-Marchetti SM.79 đang tấn công một đoàn tàu vận tải Malta. Liverpool hai lần trúng phải ngư lôi phóng từ kiểu máy bay này.

Hạm đội lại ra khơi vào ngày 8 tháng 10 năm 1940 với ý định hỗ trợ cho đoàn tàu vận tải MF.3 hướng đến Malta và MF.4 hướng đến Alexandria, đồng thời tìm cách đối đầu và tiêu diệt các tàu chiến chủ lực của Hải quân Ý. Mặc dù Đô đốc Cunningham không thực hiện mục tiêu thứ hai, vốn giới hạn trong một cuộc đối đầu với các tàu khu trục Ý, đoàn tàu vận tải cũng đến được điểm đến dự định. Sau đó, Illustrious tiến hành các hoạt động không kích xuống các vị trí của quân Ý trên đảo Leros. Trong khi Liverpool cùng các tàu hộ tống trên đường quay trở về vào ngày 14 tháng 10, máy bay ném ngư lôi Ý đã tấn công chiếc tàu tuần dương, gây hư hỏng đáng kể phía trước tàu và làm rò rỉ nhiên liệu từ thùng xăng máy bay. Theo lời của Đại tá Read, cho dù xăng đã được bao bọc chung quanh bởi 70 tấn nước theo như quy định về an toàn áp dụng, nhiên liệu đã bị chảy tràn xuống tầng hầm ăn và bị tiếp xúc với một mạch điện bị chập. Hậu quả là vụ nổ tiếp theo xảy ra lúc 19 giờ 20 phút gây hư hỏng nặng cấu trúc mũi tàu của Liverpool, đám cháy bùng lên bao phủ toàn bộ tháp cấu trúc thượng tầng phía trước, và thổi tung tháp pháo "A".
Thủy thủ đoàn của Liverpool bắt đầu chuẩn bị các tàu nhỏ và xuồng cứu sinh trong khi các tàu chiến khác, kể cả Gloucester, bắt đầu đi đến hiện trường. Được bảo vệ bởi các tàu tuần dương phòng không Calcutta và Coventry, Orion nối dây cáp vào đuôi chiếc tàu tuần dương gặp nạn và kéo đi. Đang khi được kéo vào ngày 15 tháng 10, mũi của chiếc Liverpool rơi khỏi thân tàu. Cuối ngày hôm đó, 12 thủy thủ thiệt mạng, trong đó một người không thể xác định nhân thân, được mai táng trên biển. Thêm ba người nữa qua đời trong đêm và cũng được an táng trước khi hai chiếc tàu tuần dương về đến cảng Alexandria vào ngày 16 tháng 10. Tổng cộng tổn thất của Liverpool trong đợt tấn công này là 3 sĩ quan và 27 thủy thủ thiệt mạng, cùng 35 người khác bị thương. Vào cuối tháng 10, sĩ quan chỉ huy của nó được điều động sang thiết giáp hạm Ramillies; và người thay thế trong vai trò Thuyền trưởng là Đại tá Hải quân A.L. Poland, nhận nhiệm sở vào ngày 27 tháng 10. Căn cứ theo ghi chép của Chuẩn úy William Hayes, giống như các tàu chiến lân cận khác, Liverpool đã được cảnh báo trước về một cuộc tấn công sắp xảy đến nhờ thiết bị định hướng vô tuyến (RDF: radio direction finder), nhưng người thủy thủ không có kinh nghiệm trực tại vị trí quan sát đã không báo cáo lên thượng cấp do sự nhầm lẫn rõ ràng.
Như một biện pháp sửa chữa tạm thời, Liverpool được lắp một mũi tàu giả. Khi đã có khả năng thực hiện hành trình dài, Liverpool lên đường đến Hoa Kỳ để cấu trúc lại mũi tàu tại Xưởng hải quân Mare Island ở Vallejo, California. Sự hiện diện của con tàu đã không được tiết lộ cho đến tháng 9 năm 1941 khi Bộ Hải quân Hoa Kỳ công bố một danh sách 12 tàu đang hiện diện tại nhiều cảng khác nhau. Trong ụ tàu, Liverpool còn được tăng cường dàn hoả lực phòng không qua việc bổ sung chín khẩu Oerlikon 20 mm nòng đơn. Nó lên đường vào tháng 11 quay trở về Anh Quốc, và được nâng cấp hệ thống radar.

### 1942–1945
Sau khi quay trở lại hoạt động, Liverpool được điều về Hải đội Tuần dương 18 đặt căn cứ tại Scapa Flow và được bố trí để hỗ trợ cho các đoàn tàu vận tải Bắc Cực. Điều kiện hoàn cảnh mà các tàu chiến Đồng Minh trong đoàn tàu phải chịu đựng cực kỳ khắc nghiệt, với thời tiết lạnh giá, cuồng phong, và thường xuyên bị Không quân và Hải quân Đức tấn công. Hoạt động của Liverpool tại khu vực chiến trường phía Bắc là nhằm thay thế cho chiếc tàu tuần dương Trinidad bị hư hại. Nó tham gia đoàn tàu vận tải QP 10, bao gồm 16 tàu buôn và năm tàu khu trục, vào ngày 12 tháng 4 như lực lượng hộ tống cho chuyến đi từ bán đảo Kola của Nga đến Iceland. Đoàn tàu vận tải phải chịu đựng các cuộc tấn công của tàu ngầm và máy bay Đức liên tục trong ba ngày. Bốn tàu đã bị đánh chìm, trong đó hai chiếc vào ngày 11 tháng 4, và một chiếc bị hư hại; QP 10 đi đến Reykjavík vào ngày 21 tháng 4.

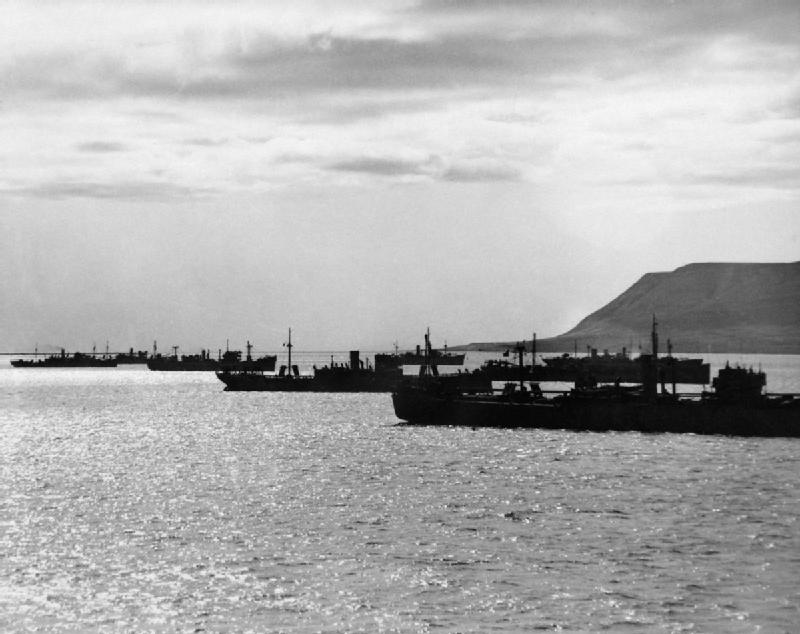
Một đoàn tàu vận tải tại căn cứ hải quân Đồng Minh ở Hvalfjörður, Iceland, nhìn từ tàu sân bay HMS Victorious, tháng 5 năm 1942

Vào giữa tháng 5, Liverpool tham gia nhóm tàu chiến có nhiệm vụ hộ tống Trinidad quay trở về Anh Quốc. Sau khi được sửa chữa tạm tại Nga, Trinidad lên đường vào ngày 13 tháng 5. Nhóm bao gồm Liverpool tập trung tại một điểm hẹn về phía Tây đảo Bear trong biển Barents. Vào ngày 14 tháng 5, Trinidad liên tục bị tấn công và bị bốc cháy do trúng bom. Lực lượng Anh buộc phải triệt thoái, và đánh chìm nó vào ngày hôm sau khi mà đám cháy trở nên không thể kiểm soát được. Bản thân Liverpool và phần còn lại của lực lượng dưới quyền Chuẩn Đô đốc Burrough cũng bị tấn công trong chuyến hành trình quay trở về. Ngày 25 tháng 5, Liverpool bắt đầu hộ tống PQ 16, một đoàn tàu vận tải bao gồm 35 tàu buôn hướng đến Murmansk, là chuyến vận chuyển lớn nhất từng được tổ chức nhằm hỗ trợ Liên Xô. Đoàn tàu PQ 16 có được sự bảo vệ đáng kể, bao gồm các tàu tuần dương Nigeria, Kent, và Norfolk, nhiều tàu khu trục và tàu ngầm cùng sự bảo vệ từ xa bởi Hạm đội Nhà. Như thường thấy, đoàn tàu vận tải bị tấn công, bắt đầu bằng một cuộc tấn công trong ngày 25 tháng 5 năm làm hư hại chiếc tàu hàng SS Carlton. Chịu đựng các cuộc tấn công của tàu ngầm U-boat và ít nhất 242 máy bay Đức, có tổng cộng bảy tàu vận tải bị đánh chìm trong các ngày 26 và 27 tháng 5; lực lượng tàu tuần dương chuyển sang hộ tống đoàn tàu quay trở về QP 12 vào ngày 26 tháng 5.
Liverpool quay trở lại Địa Trung Hải vào tháng 6 để tham gia Chiến dịch Harpoon, một phần của các đoàn tàu vận tải Malta. Đang khi được điều về Lực lượng W để hộ tống cho đoàn tàu vận tải WS.19 vào ngày 14 tháng 6, Liverpool cùng với đoàn tàu bị tấn công bởi ít nhất 38 máy bay của phe Trục. Chúng đánh hỏng Liverpool và đánh chìm chiếc tàu hàng Hà Lan Tanimbar, vây hãm đoàn tàu vận tải; trong khi Kenya và Charybdis bảo vệ các tàu sân bay của Lực lượng W, các tàu chiến Ý tấn công các tàu buôn và tàu khu trục còn sống sót. Một quả ngư lôi đã đánh trúng Liverpool vào phòng động cơ bên mạn phải, làm ngập nước một phần và làm hỏng hệ thống động lực và bánh lái. Với tốc độ bị giảm chỉ còn 4 hải lý trên giờ (7,4 km/h), Liverpool phải được Antelope kéo đi. Trong suốt thời gian còn lại của ngày hôm đó, máy bay tập trung sự tấn công vào Liverpool hơn là đoàn tàu vận tải. Trước khi về đến được Gibraltar vào ngày 17 tháng 6, hải đội còn phải chịu đựng thêm các đợt không kích khác, và Liverpool cũng chịu thêm những hư hỏng khác do những cú ném suýt trúng. Tổn thất của Liverpool do cú tấn công ban đầu, theo như ghi lại trong nhật ký hải trình của con tàu, là 15 người thiệt mạng và 22 người khác bị thương. Xác chết của cú ngư lôi đánh trúng vẫn còn nằm lại trong phòng động cơ và bị thối rửa do sức nóng, buộc phải cấp thêm khẩu phần rượu mạnh cho đội cứu hộ tình nguyện.

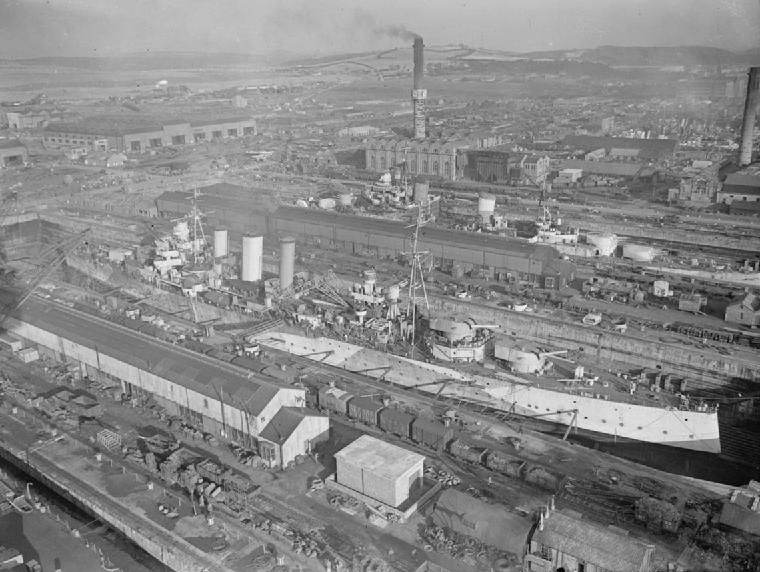
Liverpool (phía sau) trong ụ tàu tại Rosyth năm 1943 cùng với Berwick (phía trước)

Liverpool được sửa chữa tạm thời tại Gibraltar trước khi quay trở về Anh vào tháng 8. Nó trải qua một giai đoạn tái trang bị và bảo trì kéo dài tại Rosyth, bao gồm việc nâng cấp thiết bị radar, tháo dỡ tháp pháo "X" và máy phóng máy bay. Dàn hỏa lực phòng không được mở rộng đáng kể; bao gồm tổng cộng 28 khẩu 2 pounder (pom-pom) trên sáu bệ bốn nòng và bốn bệ nòng đơn, bảy khẩu Bofors 40 mm trên bệ nòng đơn, và bổ sung năm khẩu Oerlikon 20 mm. Cho dù công việc sửa chữa tại Rosyth hoàn tất vào tháng 7 năm 1943, nhân sự đã không được bố trí đầy đủ cho Liverpool để tái hoạt động cho đến tận cuối năm 1945.

### Sau chiến tranh (1945–1958)
Liverpool quay trở lại phục vụ vào tháng 10 năm 1945, được điều về Hải đội Tuần dương 15 thuộc Hạm đội Địa Trung Hải, nơi nó phục vụ trong hầu hết thời gian với vai trò soái hạm. Vào tháng 10 năm 1946, chuyến viếng thăm Hy Lạp của Liverpool bị ngắt quãng bởi vụ trúng mìn tại eo biển Corfu của các tàu khu trục Saumarez và Volage. Cùng với Đô đốc Algernon Willis trên tàu, Liverpool lên đường đi Corfu để đối phó, và đã có cuộc gặp gỡ ngắn ngủi với vị chỉ huy bị thương của chiếc Saumarez tại vịnh Corfu. Vào tháng 4 năm 1948, chiếc tàu tuần dương đã vận chuyển ngọn đuốc thế vận hội nhằm chuẩn bị cho việc khai mạc Thế vận hội mùa hè 1948 tại London.

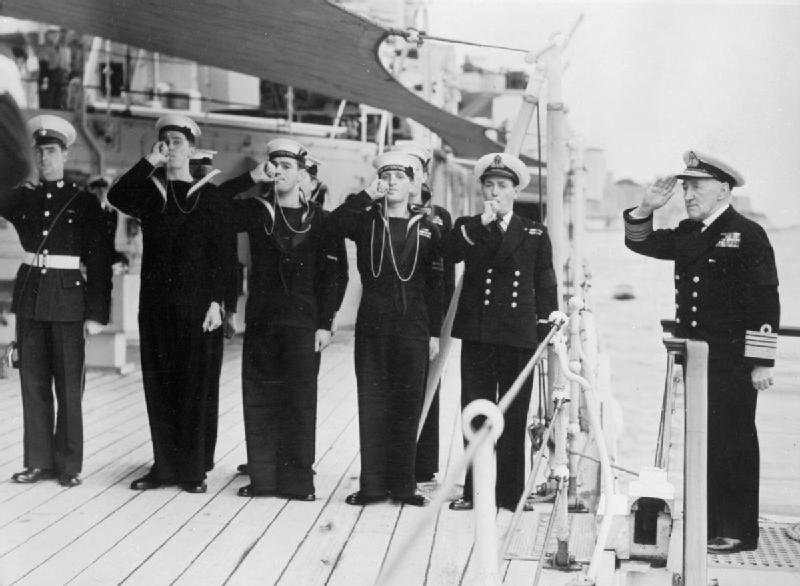
Đô đốc Rhoderick McGrigor, Thứ trưởng Hải quân Anh, bên trên chiếc Liverpool tại Valleta, Malta vào năm 1952. Chiếc tàu tuần dương đang phục vụ như là soái hạm của Hạm đội Địa Trung Hải.

Đang khi thả neo tại cảng Alexandria vào ngày 22 tháng 1 năm 1950, Liverpool đã tiếp đón Vua Farouk của Ai Cập. Được chiếc tàu tuần dương chào bằng 21 phát súng, Farouk gặp gỡ Phó Đô đốc Louis Mountbatten và vị Đại sứ Anh tại Ai Cập, và sau này đã phát biểu về "sự hài lòng cho chuyến viếng thăm và cập nhật sự hiểu biết về Hải quân Hoàng gia." Vào tháng 9 năm 1951, như là soái hạm của Đô đốc John Edelsten, Liverpool trở thành tàu chiến Anh Quốc đầu tiên viếng thăm Nam Tư sau chiến tranh, và được Thống chế Josip Broz Tito, nhà lãnh đạo đất nước này, thị sát tại Split. Đây là chuyến viếng thăm chính thức của Hải quân Hoàng gia Anh đến quốc gia này trong vòng 12 năm.
Tiếp theo việc bãi bỏ Hiệp ước Anh-Ai Cập vào tháng 10 năm 1951, Hải quân Hoàng gia Anh phái một số tàu chiến đến Port Said sau khi công nhân xưởng tàu tuyên bố một cuộc đình công phản đối sự cai trị của Anh tại vùng kênh đào Suez. Các tàu tuần dương Gambia và Liverpool luân phiên nhau chịu trách nhiệm cho các hoạt động của xưởng tàu, cung ứng người thay thế cho các công nhân không có mặt, và bảo vệ chống lại các cuộc tấn công du kích phá hoại các thiết bị. Vào tháng 1 năm 1952, giới truyền thông Ai Cập buộc tội Liverpool đã bắn pháo vào cảng trong một cuộc đụng độ với quân du kích, điều mà giới chức quân sự Anh phủ nhận kịch liệt, cho là do nhầm lẫn.
Được cho ngừng hoạt động vào năm 1952, Liverpool được đưa về lực lượng dự bị tại Xưởng hải quân Portsmouth, được sử dụng như một tàu nghỉ ngơi tại Portmouth và dùng làm "soái hạm" cho Sĩ quan cao cấp và bộ chỉ huy của lực lượng dự bị. Việc cắt giảm hợp lý hóa dần số lượng tàu chiến của Hải quân Hoàng gia, đã bắt đầu từ sự báo trước vào những năm 1950 trong Sách trắng Quốc phòng 1957 của chính phủ Duncan Sandys, và hạm đội dự bị bao gồm ít nhất 551 tàu chiến bị giải tán. Với việc những tàu tuần dương thời Thế Chiến II được rút hoàn toàn khỏi phục vụ trong những năm 1960, vai trò của Liverpool và những chiếc cùng thời được thay thế bởi những tàu khu trục tên lửa điều khiển lớp County và ba tàu tuần dương tên lửa điều khiển lớp Tiger. Liverpool bị bán để tháo dỡ vào năm 1958 tại Bo'Ness, Scotland; và công việc này hoàn tất chỉ sau 12 tháng.